# 800 kilomètres de Jerez 1988
Navigation
Édition précédente
Les 800 kilomètres de Jerez 1988, disputées le 6 mars 1988 sur le Circuit de Jerez ont été la première manche du Championnat du monde des voitures de sport 1988.

## La course

### Classement de la course
Voici le classement officiel au terme de la course,,,.
- Les premiers de chaque catégorie du championnat du monde sont signalés par un fond jaune.
- Pour la colonne Pneus, il faut passer le curseur au-dessus du modèle pour connaître le manufacturier de pneumatiques.
- Les voitures ne réussissant pas à parcourir 75% de la distance du gagnant sont non classées (NC).

| Pos  | Classe | no  | Écurie                      | Pilotes                                             | Châssis                            | Pneus | Tours | Temps                      |
| Pos  | Classe | no  | Écurie                      | Pilotes                                             | Moteur                             | Pneus | Tours | Temps                      |
| ---- | ------ | --- | --------------------------- | --------------------------------------------------- | ---------------------------------- | ----- | ----- | -------------------------- |
| 1    | C1     | 61  | Team Sauber Mercedes        | Jean-Louis Schlesser Jochen Mass Mauro Baldi        | Sauber C9                          | M     | 190   | 5 h 18 min 03 s 150        |
| 1    | C1     | 61  | Team Sauber Mercedes        | Jean-Louis Schlesser Jochen Mass Mauro Baldi        | Mercedes-Benz M117 5.0L V8 Turbo   | M     | 190   | 5 h 18 min 03 s 150        |
| 2    | C1     | 3   | Silk Cut Jaguar             | John Watson Andy Wallace John Nielsen               | Jaguar XJR-9                       | D     | 190   | + 24 s 530                 |
| 2    | C1     | 3   | Silk Cut Jaguar             | John Watson Andy Wallace John Nielsen               | Jaguar 7.0L V12 Atmo               | D     | 190   | + 24 s 530                 |
| 3    | C1     | 7   | Joest Racing                | Klaus Ludwig Bob Wollek                             | Porsche 962C                       | G     | 188   | + 2 tours                  |
| 3    | C1     | 7   | Joest Racing                | Klaus Ludwig Bob Wollek                             | Porsche Type-935 3.0L Flat-6 Turbo | G     | 188   | + 2 tours                  |
| 4    | C1     | 14  | Richard Lloyd Racing        | James Weaver Derek Bell                             | Porsche 962C GTi                   | G     | 184   | + 6 tours                  |
| 4    | C1     | 14  | Richard Lloyd Racing        | James Weaver Derek Bell                             | Porsche Type-935 3.0L Flat-6 Turbo | G     | 184   | + 6 tours                  |
| 5    | C1     | 8   | Joest Racing                | Frank Jelinski "John Winter"                        | Porsche 962C                       | G     | 183   | + 7 tours                  |
| 5    | C1     | 8   | Joest Racing                | Frank Jelinski "John Winter"                        | Porsche Type-935 3.0L Flat-6 Turbo | G     | 183   | + 7 tours                  |
| 6    | C1     | 5   | Brun Motorsport             | Manuel Reuter Uwe Schäfer                           | Porsche 962C                       | M     | 183   | + 7 tours                  |
| 6    | C1     | 5   | Brun Motorsport             | Manuel Reuter Uwe Schäfer                           | Porsche Type-935 3.0L Flat-6 Turbo | M     | 183   | + 7 tours                  |
| 7    | C2     | 111 | Spice Engineering           | Ray Bellm Gordon Spice                              | Spice SE88C                        | G     | 180   | + 10 tours                 |
| 7    | C2     | 111 | Spice Engineering           | Ray Bellm Gordon Spice                              | Ford Cosworth DFL 3.3L V8 Atmo     | G     | 180   | + 10 tours                 |
| 8    | C2     | 121 | Cosmik GP Motorsport        | Philippe de Henning Costas Los                      | Spice SE87C                        | G     | 178   | + 12 tours                 |
| 8    | C2     | 121 | Cosmik GP Motorsport        | Philippe de Henning Costas Los                      | Ford Cosworth DFL 3.3L V8 Atmo     | G     | 178   | + 12 tours                 |
| 9    | C1     | 40  | Swiss Team Salamin          | Enzo Calderari Antoine Salamin                      | Porsche 962C                       | G     | 174   | + 16 tours                 |
| 9    | C1     | 40  | Swiss Team Salamin          | Enzo Calderari Antoine Salamin                      | Porsche Type-935 3.0L Flat-6 Turbo | G     | 174   | + 16 tours                 |
| 10   | C2     | 107 | Chamberlain Engineering     | Claude Ballot-Léna Jean-Louis Ricci                 | Spice SE88C                        | A     | 173   | + 17 tours                 |
| 10   | C2     | 107 | Chamberlain Engineering     | Claude Ballot-Léna Jean-Louis Ricci                 | Ford Cosworth DFL 3.3L V8 Atmo     | A     | 173   | + 17 tours                 |
| 11   | C2     | 117 | Team Lucky Strike Schanche  | Martin Schanche Will Hoy                            | Argo JM19C                         | G     | 172   | + 18 tours                 |
| 11   | C2     | 117 | Team Lucky Strike Schanche  | Martin Schanche Will Hoy                            | Ford Cosworth DFL 3.3L V8 Atmo     | G     | 172   | + 18 tours                 |
| 12   | C1     | 4   | Brun Motorsport             | Oscar Larrauri Massimo Sigala                       | Porsche 962C                       | M     | 167   | + 23 tours                 |
| 12   | C1     | 4   | Brun Motorsport             | Oscar Larrauri Massimo Sigala                       | Porsche Type-935 3.0L Flat-6 Turbo | M     | 167   | + 23 tours                 |
| 13   | C2     | 123 | Charles Ivey Racing         | Wayne Taylor Tim Harvey (en)                        | Tiga GC287                         | D     | 167   | + 23 tours                 |
| 13   | C2     | 123 | Charles Ivey Racing         | Wayne Taylor Tim Harvey (en)                        | Porsche Type-935 2.8L Flat-6 Turbo | D     | 167   | + 23 tours                 |
| 14   | C2     | 109 | Kelmar Racing               | Ranieri Randaccio Paolo Ciafardoni Maurizio Gellini | Tiga GC85 (en)                     | A     | 165   | + 25 tours                 |
| 14   | C2     | 109 | Kelmar Racing               | Ranieri Randaccio Paolo Ciafardoni Maurizio Gellini | Ford Cosworth DFL 3.3L V8 Atmo     | A     | 165   | + 25 tours                 |
| 15   | C2     | 106 | Kelmar Racing               | Vito Veninata Pasquale Barberio                     | Tiga GC288                         | A     | 133   | + 57 tours                 |
| 15   | C2     | 106 | Kelmar Racing               | Vito Veninata Pasquale Barberio                     | Ford Cosworth DFL 3.3L V8 Atmo     | A     | 133   | + 57 tours                 |
| Abd. | C2     | 115 | ADA Engineering             | Steve Kempton (pl) Dudley Wood Johnny Herbert       | ADA 03                             | G     | 131   | + 59 tours                 |
| Abd. | C2     | 115 | ADA Engineering             | Steve Kempton (pl) Dudley Wood Johnny Herbert       | Ford Cosworth DFL 3.3L V8 Atmo     | G     | 131   | + 59 tours                 |
| Abd. | C1     | 1   | Silk Cut Jaguar             | Martin Brundle Eddie Cheever                        | Jaguar XJR-9                       | D     | 139   | Boite de vitesses          |
| Abd. | C1     | 1   | Silk Cut Jaguar             | Martin Brundle Eddie Cheever                        | Jaguar 7.0L V12 Atmo               | D     | 139   | Boite de vitesses          |
| Abd. | C1     | 2   | Silk Cut Jaguar             | Jan Lammers Johnny Dumfries                         | Jaguar XJR-9                       | D     | 132   | Boite de vitesses          |
| Abd. | C1     | 2   | Silk Cut Jaguar             | Jan Lammers Johnny Dumfries                         | Jaguar 7.0L V12 Atmo               | D     | 132   | Boite de vitesses          |
| Abd. | C2     | 103 | Spice Engineering           | Almo Coppelli Thorkild Thyrring                     | Spice SE88C                        | G     | 131   | Cable d'accélérateur       |
| Abd. | C2     | 103 | Spice Engineering           | Almo Coppelli Thorkild Thyrring                     | Ford Cosworth DFL 3.3L V8 Atmo     | G     | 131   | Cable d'accélérateur       |
| Abd. | C2     | 177 | Automobiles Louis Descartes | Sylvain Boulay Louis Descartes Gérard Tremblay      | ALD C2                             | A     | 130   | Différentiel               |
| Abd. | C2     | 177 | Automobiles Louis Descartes | Sylvain Boulay Louis Descartes Gérard Tremblay      | BMW M80 3.5L I6 Atmo               | A     | 130   | Différentiel               |
| Abd. | C1     | 6   | Brun Motorsport             | Walter Brun Jesús Pareja                            | Porsche 962C                       | M     | 44    | Problèmes électriques      |
| Abd. | C1     | 6   | Brun Motorsport             | Walter Brun Jesús Pareja                            | Porsche Type-935 3.0L Flat-6 Turbo | M     | 44    | Problèmes électriques      |
| Abd. | C2     | 101 | Dollop Racing               | Nicola Marozzo (en) Jean-Pierre Frey                | Argo JM19B                         | G     | 44    | Problèmes électriques      |
| Abd. | C2     | 101 | Dollop Racing               | Nicola Marozzo (en) Jean-Pierre Frey                | Motori Moderni 2.0L V8 Turbo       | G     | 44    | Problèmes électriques      |
| Abd. | C2     | 127 | Chamberlain Engineering     | Graham Duxbury (de) Nick Adams                      | Spice SE86C                        | A     | 15    | Soupape du turbo           |
| Abd. | C2     | 127 | Chamberlain Engineering     | Graham Duxbury (de) Nick Adams                      | Hart 418T 1.8L I4 Turbo            | A     | 15    | Soupape du turbo           |
| Np.  | C2     | 172 | Automobiles Louis Descartes | Pierre Yver Bruno Sotty                             | ALD C2                             | A     | -     | Accident durant les essais |
| Np.  | C2     | 172 | Automobiles Louis Descartes | Pierre Yver Bruno Sotty                             | BMW M80 3.5L I6 Atmo               | A     | -     | Accident durant les essais |
| Np.  | C2     | 188 | Ark Racing                  | Max Payne Max Cohen-Olivar                          | Ceekar 83J                         | ?     | -     | Accident durant les essais |
| Np.  | C2     | 188 | Ark Racing                  | Max Payne Max Cohen-Olivar                          | Ford Cosworth DFL 3.3L V8 Atmo     | ?     | -     | Accident durant les essais |

## Pole position et record du tour
- Pole position :  Jean-Louis Schlesser (#61 Team Sauber Mercedes) en 1 min 28 s 670
- Meilleur tour en course : ...

## À noter
- Longueur du circuit : 4,218 km
- Distance parcourue par les vainqueurs : 801,420 km